# Nefroptosis
La nefroptosis (también conocida como riñón flotante o ptosis renal) es una anormalidad en la posición del riñón en la que éste desciende hasta la pelvis cuando el paciente está incorporado. Es más común en mujeres que en hombres. Ha sido una de las afecciones más controvertidas entre los médicos tanto por su diagnóstico como por su tratamiento.

## Causas
Se cree que está provocado por un defecto en las fascias perirrenales que sostienen el órgano. El adelgazamiento brusco del paciente figura entre otras posibles causas.

## Tratamiento
La nefropexia se efectuaba en el pasado para estabilizar el riñón, pero en la cirugía actual no se recomienda en pacientes asintomáticos.

## Cultura popular
- En el episodio 12 de la 4.ª Temporada "No cambies nunca" de la serie House, la paciente padece esta enfermedad.
- En la novela "La muerte de Iván Illich" de León Tolstói, se menciona esta enfermedad como posible causa de la muerte de Iván.